# أندرو شيلدز
أندرو شيلدز (بالإنجليزية: Scot Shields)‏ هو لاعب كرة قاعدة أمريكي، ولد في 22 يوليو 1975 في فورت لودرديل في الولايات المتحدة.

## وصلات خارجية
- أندرو شيلدز على موقع دوري كرة القاعدة الرئيسي (الإنجليزية)
- أندرو شيلدز على موقعبيزبول رفرنس.كوم (الدوري الرئيسي) (الإنجليزية)
- أندرو شيلدز على موقعبيزبول رفرنس.كوم (الدوري الثانوي) (الإنجليزية)
- أندرو شيلدز على موقع إي إس بي إن.كوم (أم.أل.بي) (الإنجليزية)
- أندرو شيلدز على موقع مشجعي الرسوم البيانية (الإنجليزية)